# 離島 (沖縄県)

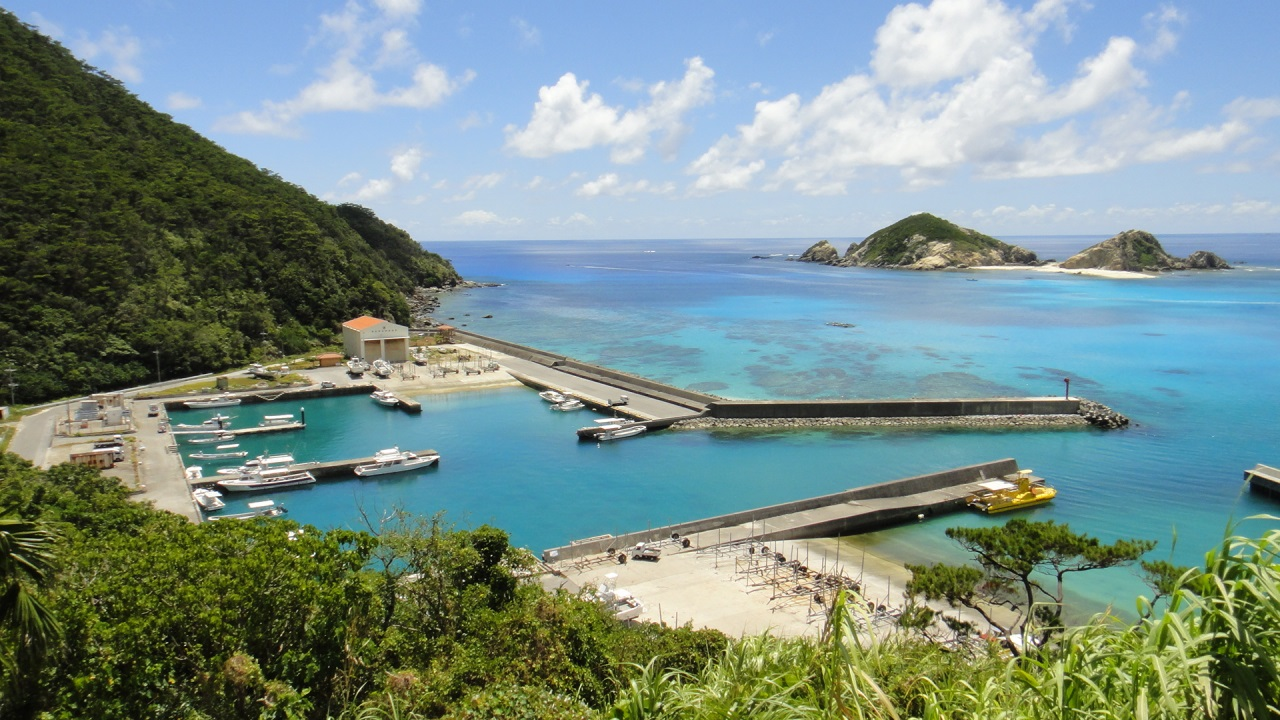
阿波連から離島を望む

離島（はなりじま、はなれじま）は、沖縄県島尻郡渡嘉敷村に属する慶良間諸島の無人島である。

## 地理
阿波連ビーチの南西約800mに位置する。南北約600m、東西約250mで、面積は0.1km2。全島が沖縄海岸国定公園に含まれる。
陸繋砂州で繋がれた南北2つの丘陵からなり、南側の丘陵にある最高点は59.4m。地質的には、丘陵は古第三紀から中生代白亜紀にかけての砂岩からなり、陸繋砂州は第四紀完新世の沖積層で形成されている。
1988年にアイドルグループシブがき隊が解散した際に、この島にシブがき隊の銅像を建てて「シブがき島」と命名した。

## 行事
旧暦3月3日には、阿波連集落の浜下り（はまうり）がこの島で行われる。住民らは船で島に渡り航海の安全を祈るとともに、潮干狩りを楽しみ祝宴を催す。
浜下りがこの島で行われるようになったのは、かつて久米島のノロ君南風が首里から久米島に戻る途中で嵐に遭い、この島に避難してガマ（洞窟）で天候の回復を待った時に、住民が飲食を用意して毛遊びで君南風を慰めたことが始まりとされる。島には、君南風が滞在したとされるガマが残っており、君南風窟（ちんべーやや）と呼ばれている。

## 交通
阿波連ビーチから渡し船で約10分。